# مجمع أنواع

يُعبِّر مصطلح مجمع أنواع (في الإنجليزية: Species Complex) في علم الأحياء عن مجموعة كائنات حية وثيقة الارتباط، ومتشابهة جدًا في المظهر لدرجة عدم وضوح الحدود الفاصلة بينها. ومن المصطلحات التي تستخدم في بعض الأحيان بشكل مترادف معه، ولكنها ترمز لمعانٍ أكثر دقةً: الأنواع الخفية، ويشير لنوعين أو أكثر مختبئين تحت اسم نوع واحد؛ بينما يشير مصطلح الأنواع الشقيقة، لنوعين خفيين هما أقرب قريب لكل منهما؛ ويشير سرب الأنواع إلى مجموعة أنواع ذات صلة الوثيقة مع بعضها البعض، وتعيش في نفس الموطن.
قد تعتبر أصنوفتين أو أكثر من النوع نفسه، إلّا أنّها قد تُقَسَّم لاحقًا إلى أصنوفاتٍ تحت نوعيةٍ مثل السلالات البكتيرية أو الأصناف النباتية، ولكن هذا لا يعتبر مجمع أنواع.
مجمع الأنواع هو في معظم الحالات مجموعة أحادية العرق لها سلف مشترك مع وجود بعض الاستثناءات. قد يمثل مجمع الأنواع أولى المراحل التالية للانتواع، كما قد يكون التشعب حصل منذ فترة طويلة دون تطور اختلافات شكلية. يمكن أن يكون الانتواع التهجيني من مكونات تطور مجمع الأنواع.
توجد مجمعات الأنواع في جميع مجموعات الكائنات الحية. يجري التعرف عليها عبر الدراسة الدقيقة للاختلافات بين الأنواع الفردية، والاستفادة من التفاصيل الشكلية الدقيقة، واختبارات العزلة التكاثرية، أو الأساليب المعتمدة على الحمض النووي مثل النسالة الجزيئية أو تشفير الحمض النووي الخيطي. قد يتسبب وجود أنواع متشابهة للغاية في التقليل من أهمية تنوّع الأنواع المحلية والعالمية. يعد التعرف على الأنواع المتشابهة وإنّما المتميزة أمرًا مهمًا لمكافحة الأمراض والآفات، وفي علم الحفظ الحيوي يكون رسم حدود فاصلة بين الأنواع أمرًا صعبًا بطبيعته.

## التعريف

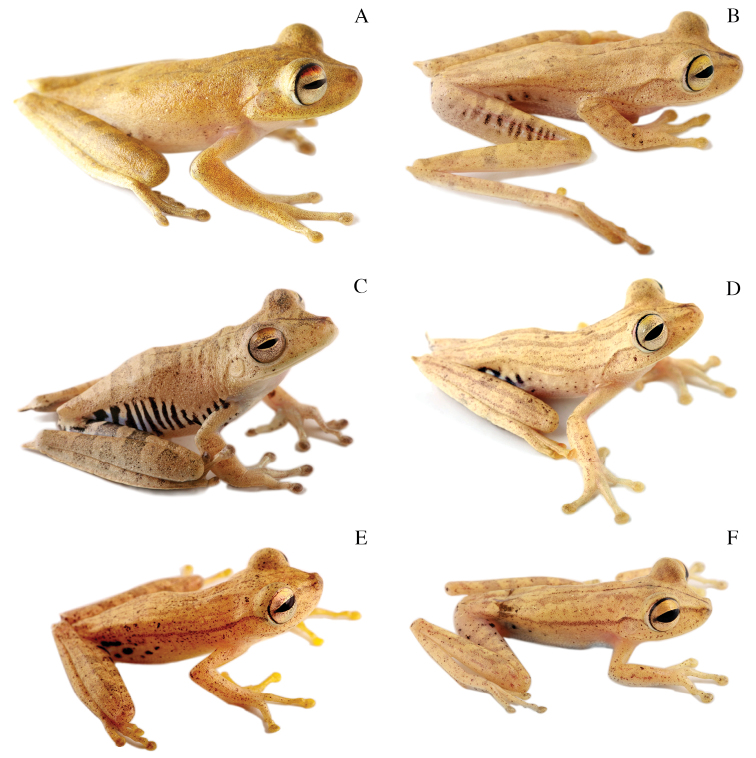
نظم مجمع الانواع للضفادع

عادةً ما يُعتبر مجمع الأنواع مجموعة أنواع متقاربة ولكنها متميزة. ومن الواضح ارتباط المفهوم الوثيق بتعريف النوع. تُعَرِّف البيولوجيا الحديثة الأنواع على أنّها «سلالة متعددة الجماعات متطورة بشكل منفصل»، وتُقِر بأن معايير تحديد الأنواع قد تعتمد على المجموعة المدروسة. يوجد العديد من الأنواع المحددة بشكل تقليدي اعتمادًا على التشابه الشكلي فقط، ولكن عند تطبيق معايير أخرى، مثل التمايز الوراثي أو العزلة التكاثرية، سنجد أنّ تلك الأنواع تشمل ضمنها العديد من الأنواع المتميزة.
يوجد استخدام أكثر تقييدًا يطبق المصطلح على الأنواع ذات الصلة الوثيقة التي حدث أو يحدث فيما بينها التهجين، مما يؤدي إلى أشكال وسيطة وحدود غير واضحة للأنواع. يعتبر مصطلح «فوق نوع» رتبة تصنيفية غير رسمية لمجمع الأنواع، ومن الأمثلة عليه هو الفراشة النطاطة الشهباء، وهي فوق نوع يمكن تقسيمه إلى ثلاثة أنواع فرعية.
يطبق بعض المؤلفين المصطلح أيضًا في حالة التباين داخل النوع (تعدد الأشكال)، والتي قد تكون علامة على وجود عملية انتواع قائمة أو لا تزال في بدايتها. ومن الأمثلة على ذلك الأنواع الحلقية التي لا يكون من الواضح ما إذا كان ينبغي اعتبار هذه الأنواع أنواعًا منفصلة.

## المفاهيم المُتَضَمَّنة
تُستَخدَم مصطلحات متعددة بشكل مترادف مع مصطلح مجمع أنواع، لكن بعضها قد يكون له معانٍ مختلفةً قليلًا، أو أكثر تحديدًا. لا تتضمن القوانين التعريفية في علم الحيوان والجراثيم رتبًا تصنيفيةً على المستوى بين الجنيس والنوع، بينما تضع القوانين التعريفية في علم النبات أربعة رتب أسفل الجنس (القسم والأقسام الفرعية، السلسلة والسلسلة الفرعية). مع ذلك، استُخدِمَت حلول تصنيفية غير رسمية مختلفة للإشارة إلى فكرة مجمع الأنواع.

### الأنواع الخفية
يصف هذا المصطلح «الأنواع المتميزة المصنفة خطأً (والمخفية) تحت اسم نوع واحد». غالبًا ما يُستَخدَم المصطلح عندما يتعذر تمييز الأنواع -حتى لو كانت معروفة بأنها مختلفة- بالاعتماد على خصائصها الشكلية.

### الأنواع الشقيقة
تدعى أيضًا أنواع aphanic. قدم إرنست ماير هذا المصطلح في عام 1942، وقد كان يستخدم في البداية ليشير إلى نفس معنى الأنواع الخفية، لكن المؤلفين اللاحقين أكدوا على الأصل العرقي المشترك. تُعرِّف مقالة حديثة الأنواع الشقيقة بأنها «أنواع شقيقة خفية»، بمعنى «نوعان هما الأقرب إلى بعضهما البعض لم يتم التمييز بينهما من الناحية التصنيفية».

### قطيع الأنواع
يدعى أيضًا سرب الأنواع. يشير المصطلح إلى «مجموعة أحادية العرق من أنواع ذات صلة وثيقة تعيش جميعها في نفس النظام البيئي».

### فوق نوع
يستخدم في بعض الأحيان كرتبة تصنيفية غير رسمية للإشارة إلى مجمع أنواع معروف باسم نوع واحد. عَمَّمَ برنارد رينش ولاحقًا إرنست ماير هذا المصطلح. يكون الشرط الأولي لتشكيل «فوق نوع» هو امتلاك الأنواع توزع متباين الموطن.

### مجموع الأنواع
يُستَخدَم هذا المصطلح (في الإنجليزية: Species aggregate) للإشارة إلى مجمع الأنواع خاصةً في الأصنوفات النباتية حيث ينتشر تعدد الصيغة الصبغية والتكاثر غير الإخصابي. ويُستَخدَم الاختصار (agg.) بعد التسمية الثنائية.

## سينسو لاتو
وهي عبارة لاتينية تعني «بالمعنى الواسع»، تُستخدم غالبًا بعد التسمية الثنائية وتُختَصَر في كثير من الأحيان بالأحرف (s.l.) للإشارة إلى مجمع الأنواع الذي تمثله هذه الأنواع.

## التمييز
يتطلب تمييز الأنواع داخل المجمع دراسة اختلافات صغيرة جدًا في كثير من الأحيان. قد تكون الاختلافات الشكلية دقيقة ومرئية فقط باستخدام طرق معينة كالفحص المجهري مثلًا. ومع ذلك، قد لا تمتلك هذه الأنواع أي اختلافات شكلية في بعض الأحيان. يتم الاعتماد على خصائص أخرى في هذه الحالات، كالاعتماد على تاريخ الحياة، السلوك، الفسيولوجية، أو الصيغة الصبغية. على سبيل المثال: التصويت في متسلقات الأشجار، وهي جنس من الطيور يمتلك اختلافات شكلية بسيطة. واختبارات التزاوج الشائعة في بعض المجموعات، كالفطريات مثلًا، لتأكيد العزلة التكاثرية بين نوعين معينين.
أصبح تحليل تسلسل الحمض النووي معيارًا للتعرف على الأنواع، وقد يكون في كثير من الحالات الطريقة الوحيدة المفيدة في هذا الشأن. يوجد طرق مختلفة لتحليل البيانات الوراثية كالنسالة الجزيئية أو تشفير الحمض النووي الخيطي. ساهمت هذه الأساليب بشكل كبير في اكتشاف الأنواع الخفية كالأمانيت الطائر، والفيل الأفريقي.

## التطور والبيئة

### عملية الانتواع
قد تكون الأنواع التي تشكل مجمعًا عبارة عن أنواع انفصلت عن بعضها البعض مؤخرًا، الأمر الذي يسمح في بعض الحالات بإعادة رسم عملية الانتواع. يُنظر في بعض الأحيان إلى الأنواع ذات التجمعات المتمايزة –مثل الأنواع الحلقية- كمثال على بداية عملية انتواع قائمة، أي أنها مجمع أنواع قيد التشكيل. مع ذلك، عُزِلَت أنواع متشابهة وإنما متميزة لفترة طويلة دون تطور اختلافات شكلية وهي ظاهرة تسمى «الاستقرار الشكلي». على سبيل المثال: الضفدع الأمازوني (Pristimantis ockendeni) هو في الواقع ثلاثة أنواع مختلفة على الأقل تشعبت منذ أكثر من 5 ملايين عام.
تم التذرع بالاصطفاء التثبيتي كقوة تحافظ على التشابه في مجمعات الأنواع، خصوصًا التكيف مع البيئات الخاصة كالمضيف في حالة التعايش، أو بيئات متطرفة تقيد اتجاهات التطور المحتملة؛ في مثل هذه الحالات، لا يكون التطور التباعدي متوقعًا. قد يؤدي التكاثر اللاجنسي إلى فصل الأنساب دون إنتاج درجة كبيرة من التمايز الشكلي كما هو الحال في النباتات.
عادةً ما يكون مجمع الأنواع عبارة عن مجموعة لها سلف مشترك واحد (مجموعة أحادية العرق)، على الرغم من دحض الفحص الدقيق هذا في بعض الأحيان. وكمثال على ذلك، فإن حيوانات السمندر المرقطة باللون الأصفر من جنس السلمندريات، كان تُصَنَّف سابقًا على أنها نوع واحد وهو السمندر الناري، ولكن تبين وجود نوع آخر يدعى سمندر النار الكورسيكي. هذا التشابه خادع نوعًا ما، فأقرب قريب لهذا الأخير هو سمندر الألب الأسود بالكامل. نشأ التشابه في مثل هذه الحالات بسبب التطور التقاربي.
قد يؤدي الانتواع التهجيني إلى خلق حدود غير واضحة بين الأنواع من خلال عملية التطور الشبكي؛ يمتلك النوع الواحد اثنين من الأسلاف المشتركة الأكثر حداثة. في مثل هذه الحالات، قد تمتلك الأنواع الهجينة صفاتٍ وسيطة، كما في فراشات هلكونيوس مثلًا. لوحظ الانتواع التهجيني في مجمعات أنواع مختلفة عديدة، كالحشرات والفطريات والنباتات. يحدث التهجين في النباتات في كثير من الأحيان من خلال مضاعفة الصيغ الصبغية.

## النظاق
تختلف المصادر فيما يتعلق بما إذا كان أعضاء مجمع الأنواع يتشاركون توزعًا مكانيًا أم لا. يقول مصدر من قسم الزراعة في جامعة ولاية أيوا أنّ أعضاء مجمع الأنواع عادة ما يمتلكون نطاقاتٍ متداخلةً جزئيًا، ولكنهم لا يتزاوجون مع بعضهم البعض. يصف قاموس علم الحيوان (مطبعة جامعة أوكسفورد 1999) مجمع الأنواع بأنه مجمع لأنواع متقاربة خاضعة لانتواع متباين الموطن، ويشرح أنّ هذا «التجمع يمكن دعمه في كثير من الأحيان عبر التصالب التجريبي الذي تنتج فيه أزواج معينة أنواعًا هجينة.».

## آثار عملية

### تقديرات التنوع الحيوي
```
يُعتَقَد أن مجمعات الأنواع الخفية شائعة جدًا في البيئة البحرية،
[
26
]
 وقد أثبت التحليل المفصل لبيانات تسلسل الحمض النووي لاحقًا صحة هذا الاعتقاد.
[
22
]
 أدى الاستخدام المتزايد لتسلسل الحمض النووي في استقصاء التنوع الحيوي (جغرافيا الأعراق وتشفير الحمض النووي الخيطي) إلى اكتشاف العديد من مجمعات الأنواع الخفية في مختلف المواطن. قادت الأدلة الناتجة عن تمييز الأنواع الخفية إلى الاعتقاد بأنّ التقديرات الحالية لثراء الأنواع العالمي منخفضة للغاية.
```

### مكافحة الأمراض والآفات
للآفات والأنواع المسببة للأمراض وناقلاتها أهمية مباشرة للبشر. عند اكتشاف مجمعات أنواع خفية، يجب إعادة تقييم بيئة كل من هذه الأنواع وخطورتها لوضع استراتيجيات سيطرة مناسبة. من الأمثلة على ذلك: يوجد أنواع خفية في جنس البعوض الناقل للملاريا (الأنوفيلات)، وكذلك في الفطور المسببة لداء المستخفيات.

### علم الحفظ الحيوي
عندما يتبين أن أحد الأنواع يتضمن في الواقع عدة أنواع متميزة عرقيًا، يكون لكل منها عادةً نطاق توزع ومجموعات أصغر مما كان في الحسبان. قد تختلف هذه الأنواع أيضًا في نظامها البيئي، كامتلاكها استراتيجيات تكاثر ومتطلبات معيشية مختلفة يجب أن تؤخذ في الحسبان. على سبيل المثال، تختلف مجموعات الزرافات وأنواعها الفرعية وراثيًا إلى حد يمكن اعتبار كل منها نوع؛ لا يعتبر جنس الزرافة ككل مهددًا بالانقراض، ولكن الأمر لا يكون كذلك عند النظر إلى كل نوع خفي لوحده.